# Stevia rebaudiana
Stevia rebaudiana, auch Süßkraut, Süßblatt, Honigkresse oder Honigkraut genannt, ist eine Pflanzenart aus der Gattung der Stevien (Stevia) innerhalb der Familie der Korbblütler (Asteraceae). Sie wird schon seit Jahrhunderten wegen ihrer starken Süßkraft als Süßstoff Stevia verwendet. Im November 2011 wurden die hauptsächlich aus Steviosid bestehenden Steviolglycoside durch die Europäische Kommission formell als Lebensmittelzusatzstoff zugelassen. Zuvor wurde im April 2010 von der Europäischen Behörde für Lebensmittelsicherheit eine positive Bewertung zur Sicherheit von Steviolglycosiden veröffentlicht, welcher ein gemeinsamer Antrag von Morita Kagaku Kogyo Co. (Japan), Cargill Incorporated (USA) und der European Stevia Association (EUSTAS, Spanien) vorausgegangen war.

## Beschreibung

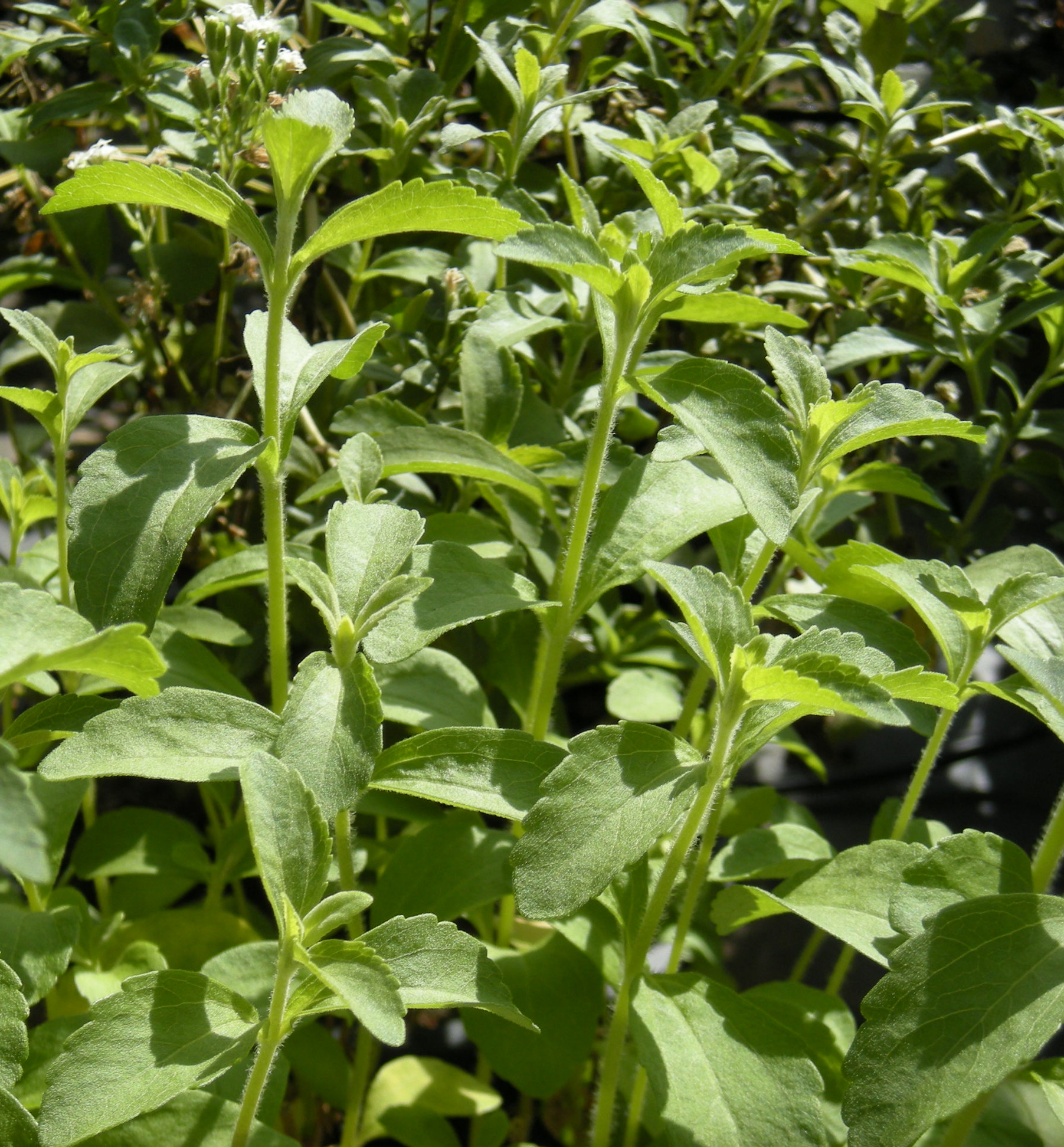
Stängel und gegenständige Laubblätter

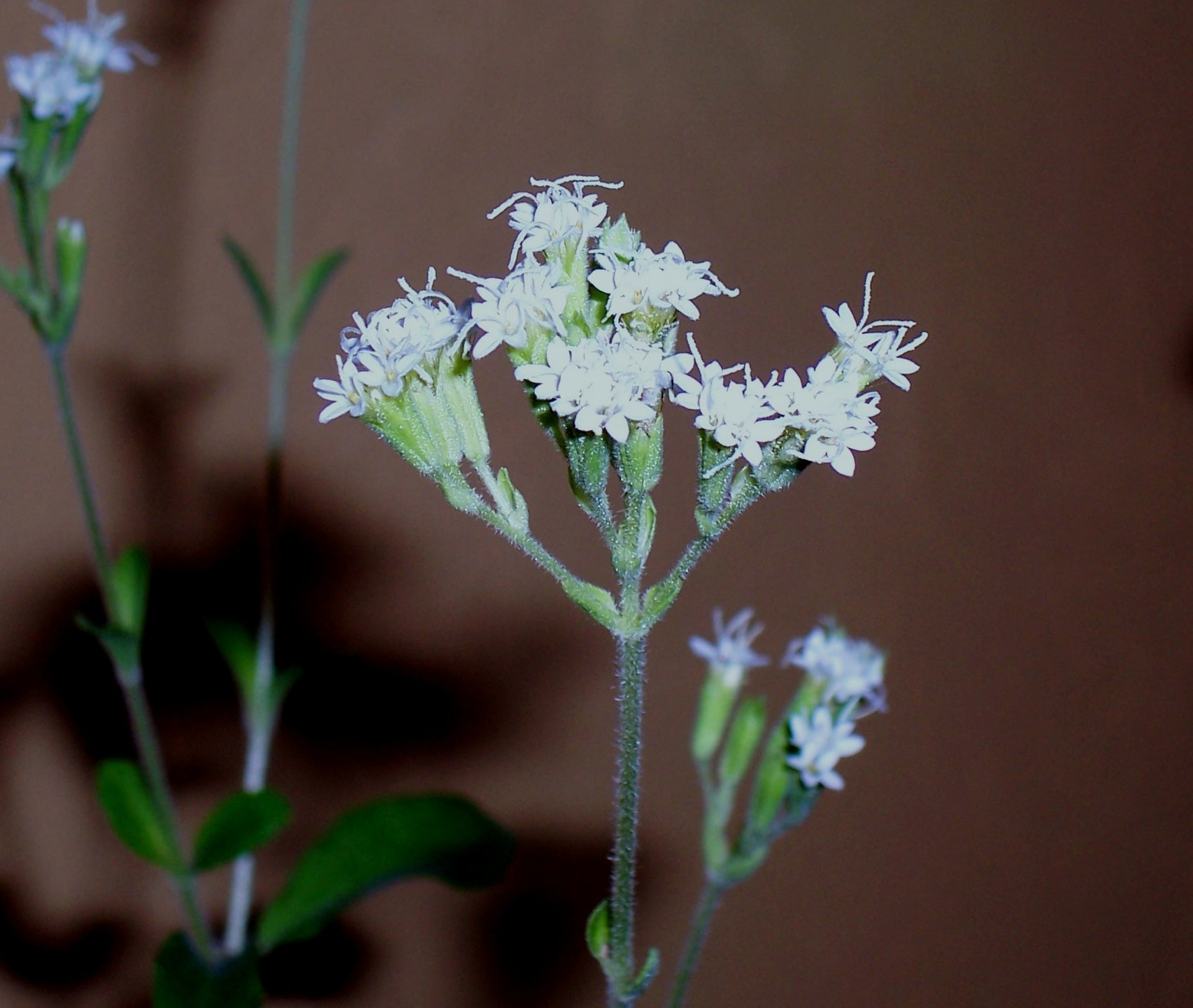
Ausschnitt eines Blütenstandes mit Blütenkörbchen

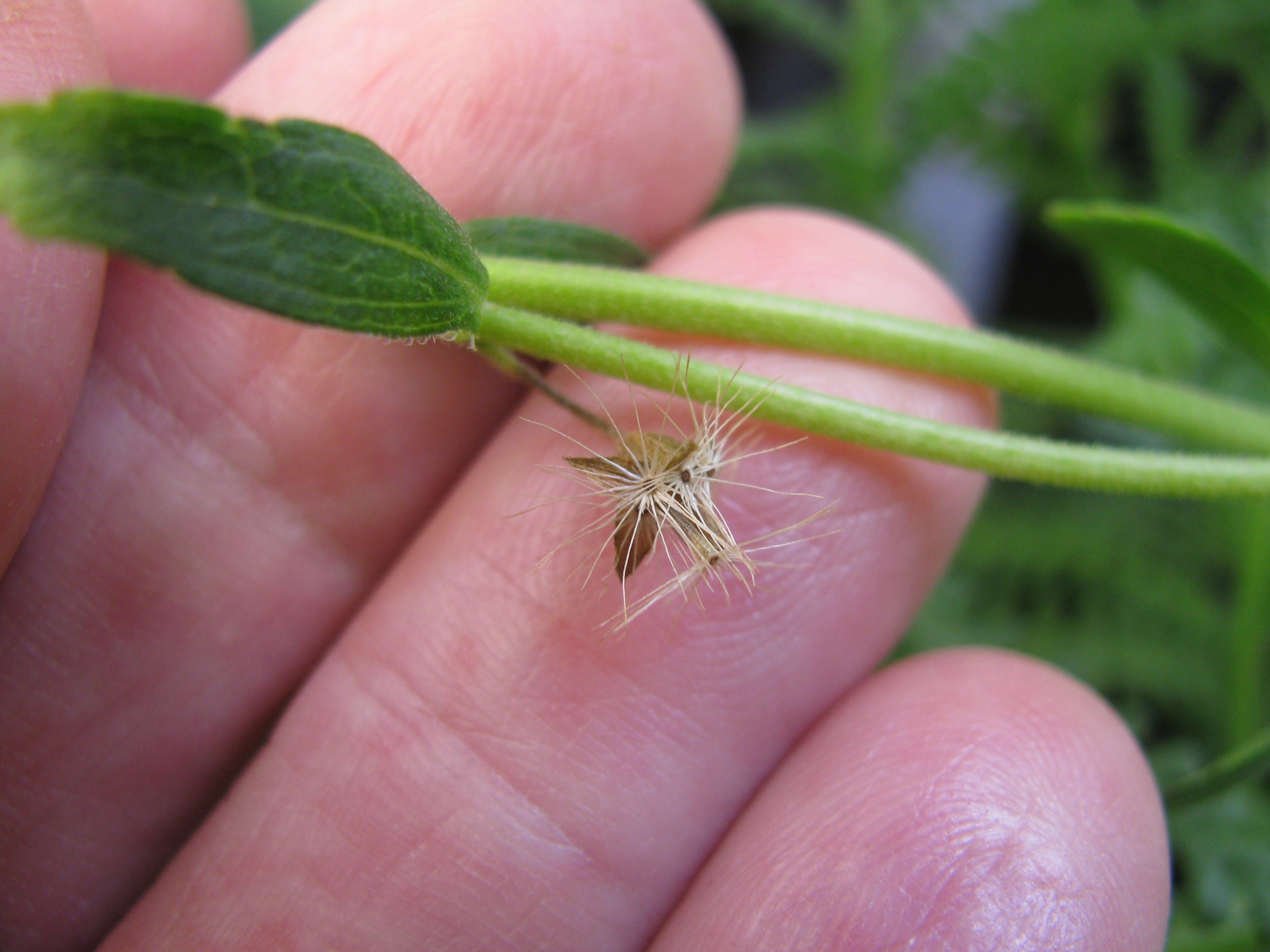
Früchte

### Vegetative Merkmale
Stevia rebaudiana ist eine mehrjährige, krautige Pflanze, die Wuchshöhen von 70 bis über 100 Zentimetern erreicht. Die schlanken, aufrechten Stängel sind mehr oder weniger, teils drüsig behaart.
Die kreuzgegenständig am Stängel angeordneten Laubblätter sind in Blattstiel und -spreite gegliedert. Die einfache, leicht ledrige und eiförmige bis verkehrt-eiförmige, teils spatelförmige oder elliptische und stumpfe bis rundspitzige, mehr oder weniger im vorderen Teil grob gekerbte bis gesägte Blattspreite ist 2 bis 4 Zentimeter lang. Der Blattstiel ist meist sehr kurz bis fast fehlend. Die Blätter mit keilförmigem Grund sind fein, teils drüsig behaart. Die Nervatur ist dreizählig.

### Generative Merkmale
In endständigen, lockeren Schirmrispen in einem trugdoldigen Gesamtblütenstand befinden sich die kleinen und wenigblütigen (meist 5), körbchenförmigen Teilblütenstände mit einer teils drüsig behaarten Hülle. Die kleinen und zwittrigen, vorstehenden Scheibenblüten sind meist weiß bis purpur.
Es werden kleine und drüsige, gelbliche unfertile und dunkelbraune fertile und rippige, fast kahle Achänen mit borstigem, einreihigem Pappus und Karpopodium gebildet.
Die Chromosomenzahl beträgt 2n = 22.

## Ökologie
Die windbestäubte Stevia rebaudiana ist selbststeril. Die Keimrate der Samen liegt selbst bei frischen Samen nur bei etwa 13 bis 15 %. Stevia rebaudiana keimt nur aus Saatgut, welches nicht älter als ein halbes Jahr ist.

## Taxonomie
Die Erstbeschreibung erfolgte unter dem Namen (Basionym) Eupatorium rebaudianum. Die Neukombination zu Stevia rebaudiana (Bertoni) Bertoni wurde 1905 durch Mosè Bertoni in Anales Ci. Parag. ser. 1, 5:3. veröffentlicht.

## Herkunft
Stevia rebaudiana stammt ursprünglich aus Paraguay in Südamerika. Natürliche Vorkommen von Stevia rebaudiana findet man im Hochland des Grenzgebietes zwischen Brasilien und Paraguay, zum Beispiel im Departamento Amambay.

## Geschichte
Seit Jahrhunderten wird Stevia rebaudiana schon von der indigenen Bevölkerung Brasiliens und Paraguays als Süßstoff und Medizin verwendet. Die Guaraní-Indianer nennen es ka'a he'ẽ (Süßkraut) und nutzen es, um ihren Mate zu süßen. Die Europäer lernten Stevia rebaudiana im 16. Jahrhundert kennen, als die spanischen Konquistadoren darüber berichteten, dass die südamerikanische Bevölkerung die Blätter einer Pflanze benutze, um Kräutertee zu süßen. Wissenschaftlich untersucht wurde die Pflanze erstmals um 1888 durch den aus dem Tessin nach Paraguay ausgewanderten Botaniker Moisés Santiago Bertoni, der 1899 auch die erste Beschreibung verfasste.

## Anbau
Diese wärmeliebende Pflanzenart stammt aus den Subtropen, ist nicht frosthart und wird deshalb meist als einjährige Pflanze kultiviert. Stevia ist eine Kurztagspflanze.
Ohne Frosteinwirkung ist die Pflanze in Paraguay vier bis sechs Jahre lang nutzbar. Anderswo müssen Stevia-Kulturen aufgrund der fehlenden Frosthärte jedes Jahr neu angelegt werden. Um die Vegetationszeit zu verlängern, werden die Pflanzen dabei aus Samen oder Stecklingen im Treibhaus vorgezogen. Geerntet wird zwischen September und Oktober, jedoch spätestens vor dem ersten Frühfrost. In Anbauversuchen mit Stevia wurden Erträge von 1000 kg/ha erreicht, aus denen 60 kg Steviosid extrahiert werden konnten. Bei einer Bestandsdichte von 14 Pflanzen pro Quadratmeter im Folientunnel können bei mittlerem Wachstum Blatterträge über 5 t/ha und mit Düngung 7,6 t/ha erreicht werden.
In Deutschland wird seit 1998 an der Universität in Hohenheim an der Stevia-Pflanze geforscht, und seit 2002 werden im Rheinland Feldversuche mit Stevia durchgeführt.

## Verwendung

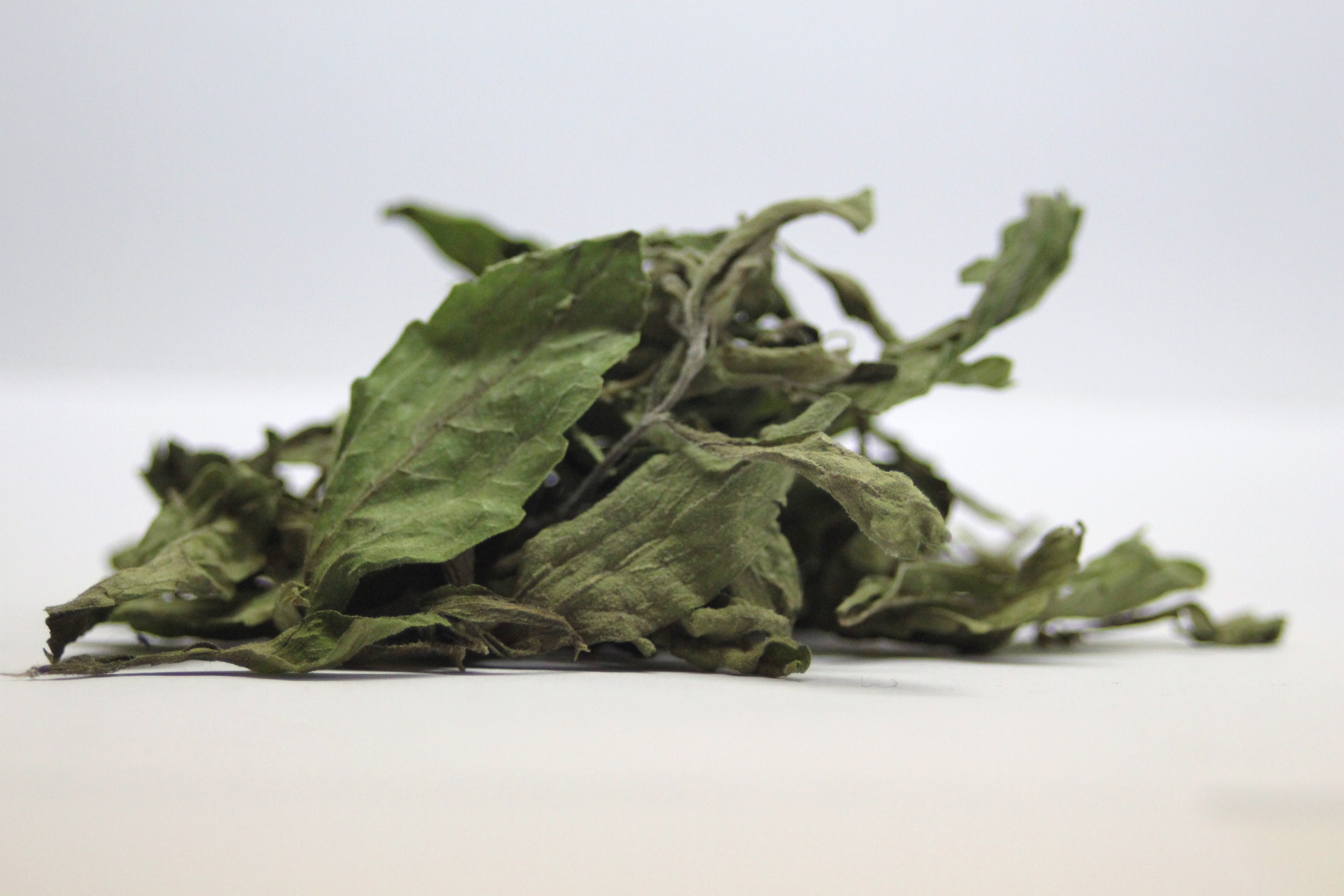
Getrocknete Steviablätter

Stevia ist eine seit Jahrhunderten bekannte Pflanzenart, die auch als ein natürlicher Süßstoff bezeichnet werden kann. Ihre Inhaltsstoffe, häufig auch Stevioside genannt, werden vor allem in Asien als Zuckerersatz zum Süßen von Tees und Nahrungsmitteln verwendet. So produzierte Korea schon 1973 Stevia für den japanischen Markt, wo der Süßstoff der Stevia-Pflanze inzwischen 40 % des Zuckerersatzstoffmarktes ausmacht.
Im Vergleich zum Rübenzucker sind Stevia-Blätter 30-mal, und der darin enthaltene süßende Stoff, Steviosid, ist in reiner Form sogar 150- bis 300-mal süßer. Dabei enthält das Blatt nur ein 300stel des physiologischen Brennwerts der süßkraftäquivalenten Menge von Haushaltszucker. Der Vorteil von Stevia gegenüber dem Süßstoff Aspartam ist, dass er auch ausreichend temperaturstabil ist und daher auch zum Backen und Kochen verwendet werden kann. In getrocknetem Zustand können die Blätter über Jahre aufbewahrt werden.

## Zulassung als Lebensmittel in Europa
Nachdem ein Expertengremium der UN im Juni 2008 Süßstoff aus Stevia gesundheitliche Unbedenklichkeit attestiert hat, wurden in der Schweiz erste Einzelanträge zur Verwendung von Süßstoff-Zusatz aus Stevia bewilligt. So wurde Stevia in der Schweiz für einzelne Produkte wie Schokolade oder Eistee bewilligt.
Des Weiteren ist Stevia (flüssig, Tabs, Pulver) in der Schweiz mittlerweile auch in Apotheken und Drogerien, seit März 2010 selbst in einigen Supermärkten erhältlich.
In der EU ist der aus den Steviablättern gewonnene Süßstoff ab dem 2. Dezember 2011 als Lebensmittelzusatzstoff zugelassen. Frankreich hatte bereits zuvor als erster EU-Staat per Dekret eine vorläufige Zulassung für Süßstoffe aus der Pflanze Stevia rebaudiana ausgesprochen. Die EU-Zulassung sieht für die verschiedenen Lebensmittel und Getränke Höchstwerte an Steviosid vor. Vor der Zulassung bestand bereits ein reger Internethandel mit Steviapräparaten, wobei diese, um das Verbot bzw. die Strafbarkeit zu umgehen, z. B. (wegen ihrer gleichzeitigen Anti-Karies-Wirkung) als Zahnpflegemittel deklariert wurden.

## Medizinische Bedeutung

### Inhaltsstoffe
Man stellte in den Blättern der Stevia rebaudiana über 100 pflanzliche Wirkstoffe fest. Diese gehören vor allem zu den Gruppen der Terpene und Flavonoide. Die Bestandteile, die für die Süße der Stevia verantwortlich sind, wurden 1931 dokumentiert. Dabei handelt es sich um acht bis dahin unbekannte Glycoside. Der Gehalt an Steviosid in der frischen Pflanze liegt zwischen 3,7 und 4,8 %. In getrocknetem Zustand enthalten die Blätter durchschnittlich 9 % Steviosid, wobei die Werte je nach Jahr und Kulturmethode zwischen 2 und 22 % schwanken. Neben Steviosid ist in getrockneten Blättern auch das besser wasserlösliche und um etwa 30 % süßere Rebaudiosid A mit 3,8 % enthalten. Des Weiteren sind noch 0,6 % Rebaudiosid C und 0,9 % Dulcosid enthalten.

### Traditionelle Überlieferungen
Von den Guaraní und aus brasilianischen und paraguayischen Traditionen wird überliefert, dass Stevia auch als Arznei verwendbar sei. Stevia soll herzstärkend wirken, außerdem gegen Übergewicht, Bluthochdruck und Sodbrennen wirksam sein. Untersuchungen zur Wirkung von Steviaextrakten auf die Sterilität bei der Ratte zeigten keine einheitlichen Ergebnisse. Erste Hinweise stammen aus den 1960er Jahren. Die Wirkung von Stevia auf die Fertilität (Fruchtbarkeit) gilt daher als wissenschaftlich nicht erwiesen und wird kontrovers diskutiert.

### Positive Eigenschaften
In Studien konnten blutdrucksenkende, blutzuckersenkende, antimikrobielle und gefäßerweiternde Eigenschaften beobachtet werden. In Japan und Südamerika wurden keine negativen Wirkungen beobachtet. Stevia ist auch für Diabetiker geeignet und erhöht nicht den Blutzuckerspiegel. Sie hat eine plaquehemmende Wirkung und ist darum vorbeugend gegen Karies und damit zahnfreundlich. Es wurde keine Abhängigkeit beobachtet.

### Debatte um Risiken
Dem eigentlichen Süßstoff, dem Steviosid, konnte keine mutagene oder genotoxische Wirkung nachgewiesen werden. Die Mutagenität des Abbauprodukts von Steviosid, Steviol, ist umstritten. In einigen Studien wurden fruchtschädigende und mutagene Wirkungen in Hamstern und Ratten beschrieben, außerdem eine Mutagenität in vitro. Die der WHO vorliegenden Studien bezüglich der Auswirkungen von Steviol in vivo haben keine Hinweise auf mutagene Wirkungen am Menschen ergeben. Im Tierversuch an Ratten, Hamstern und Mäusen wurde eine akute und subchronische Toxizität gezeigt, die zwar niedrig war, aber Zweifel an der Anwendungssicherheit weckt. In weiteren Studien an Ratten zeigten sich signifikante Beeinträchtigungen der männlichen Fruchtbarkeit durch hohe Dosen von Stevia. Kritiker dieser Studien führen an, dass ein Erwachsener täglich mehr als der Hälfte des eigenen Körpergewichts an Stevia zu sich nehmen müsste, um ähnliche Konzentration zu erreichen. Untersuchungen in Brasilien und Japan zeigten, dass bei einem Konsum von weniger als 38,5 mg Steviosid je kg Körpergewicht und Tag keine Toxizität zu erwarten ist.